# Bari, syn Szarej Wilczycy
Bari, syn Szarej Wilczycy lub Baree, syn Kazana i Szarej Wilczycy (ang. Baree, Son of Kazan) – powieść przygodowa autorstwa Jamesa Olivera Curwooda, wydana po raz pierwszy w 1917 roku. Według przedmowy autorskiej książka jest częściowo oparta na faktach.

## Streszczenie fabuły
Opowieść o młodym "wilczopsie" – potomku pół psa zaprzęgowego pół wilka - Kazana i Szarej Wilczycy. Urodzony w głębi kanadyjskiej puszczy, Baree początkowo poznaje tylko ciemność bezpiecznego legowiska i obecność matki. Wkrótce odkrywa świat – najpierw oczy ojca, potem promień słońca, aż wreszcie całe bogactwo przyrody, jej piękno i zagrożenia. Pierwsza walka z młodą sową kończy się dla niego upadkiem do strumienia i oddzieleniem od rodziców. Samotny i zdezorientowany, przemierza dziką krainę – głoduje, walczy z lękiem, doświadcza burzy i spotkań z wydrami, łosiem, niedźwiedziem. Każda noc i dzień hartują jego charakter, ucząc go ostrożności, instynktu przetrwania i samodzielności. Baree nieustannie próbuje wrócić do domu, lecz los prowadzi go coraz dalej – aż na drodze staje mu człowiek. Po dramatycznych przeżyciach trafia pod opiekę Nepeese – młodej dziewczyny, córki traperów – i jej ojca Pierrota. Dziewczyna oswaja Baree'go, a między nimi nawiązuje się silna, pełna czułości więź. Na ich drodze pojawia się jednak brutalny faktor Bush McTaggart z Lac Bain, który za wszelką cenę chce porwać Nepeese.

## Wydania polskie
- Bari, syn Szarej Wilczycy, tłum. Jerzy Marlicz, Poznań 1930, następnie wielokrotnie wznawiana[2]; wersja skrócona[3]
- Baree, syn Kazana i Szarej Wilczycy, tłum. Sebastian Czarnecki, Warszawa 2025[4]